# Siegmund Rahn
Siegmund Rahn ist ein deutscher Sportwissenschaftler und Hochschullehrer.

## Leben
Rahn schloss 1969 an der Deutschen Hochschule für Körperkultur (DHfK) in Leipzig seine Doktorarbeit (Titel: „Zur systematischen Anwendung und rationellen Gestaltung von Leistungskontrollen im modernen Sportunterricht“) ab, Er verfasste Lehrbücher zum Kinder- und Jugendsport, zur Planung und Steuerung des Trainings, analysierte in Forschungsarbeiten den Sportunterricht in sozialistischen Ländern, forschte vor allem zu trainingswissenschaftlichen Aspekten (als Leiter des Wissenschaftsbereichs Kinder- und Jugendsport an der DHfK zum Nachwuchstraining im Speziellen), unter anderem zur „Altersentwicklung bei der Gestaltung des Grundlagen- und Aufbautrainings“ und zu Voraussetzungen für den Höchstleistungssport.
1980 wurde Rahns Promotion B an der DHfK angenommen. Der Titel der Arbeit lautete „Abriss zur Vervollkommnung des Leistungsaufbaus in den Etappen des Grundlagen- und Aufbautrainings: ein Beitrag zur Weiterentwicklung der Konzeption des langfristigen Leistungsaufbaus“.
1990 legte Rahn an der DHfK eine „Studienanleitung für das Fachschulfernstudium zum Lehrgebiet Theorie und Methodik des Kinder- und Jugendsports“ vor. 1991 erörterte er in den Leipziger Sportwissenschaftlichen Beiträgen Probleme der Talentsuche, Talenterkennung und Talentförderung sowie das Thema „Ausbildung von Fairness bei Kindern und Jugendlichen in Schule und Verein“.
Für das 2007 veröffentlichte Buch „Deutsche Hochschule für Körperkultur Leipzig 1950–1990 – Entwicklung, Funktion, Arbeitsweise“ schrieb Rahn das Kapitel „Forschung im Nachwuchsleistungssport“.